# Фредерік Мікаель Лібман
Фредерік Мікаель Лібман (дан. Frederik Michael Liebmann; 10 жовтня 1813, Гельсінгер, — 29 жовтня 1856, Копенгаген) — данський ботанік.

## Біографія
Фредерік Мікаель Лібман народився 10 жовтня 1813 року. Вивчав ботаніку у Копенгагенському університеті. У 1835 та 1836 роках Лібман вирушав у експедиції до Німеччини та Норвегії. З 1840 до 1845 року Лібман подорожував по Мексиці та Кубі. Після повернення у Данію Копенгагенський університет присвоїв йому звання професора ботаніки.
З 1845 до 1852 року Лібман був одним з видавців атласу «Флора Данії» (Flora Danica).
Фредерік Мікаель Лібман помер 29 жовтня 1856 року у Копенгагені.

## Наукові праці
- Mexicos Bregner. — 1849.
- Mexicos Halvgraes. — 1850.
- Chênes de l'Amérique tropicale. — 1869.